# Józef Nowak (aktor)

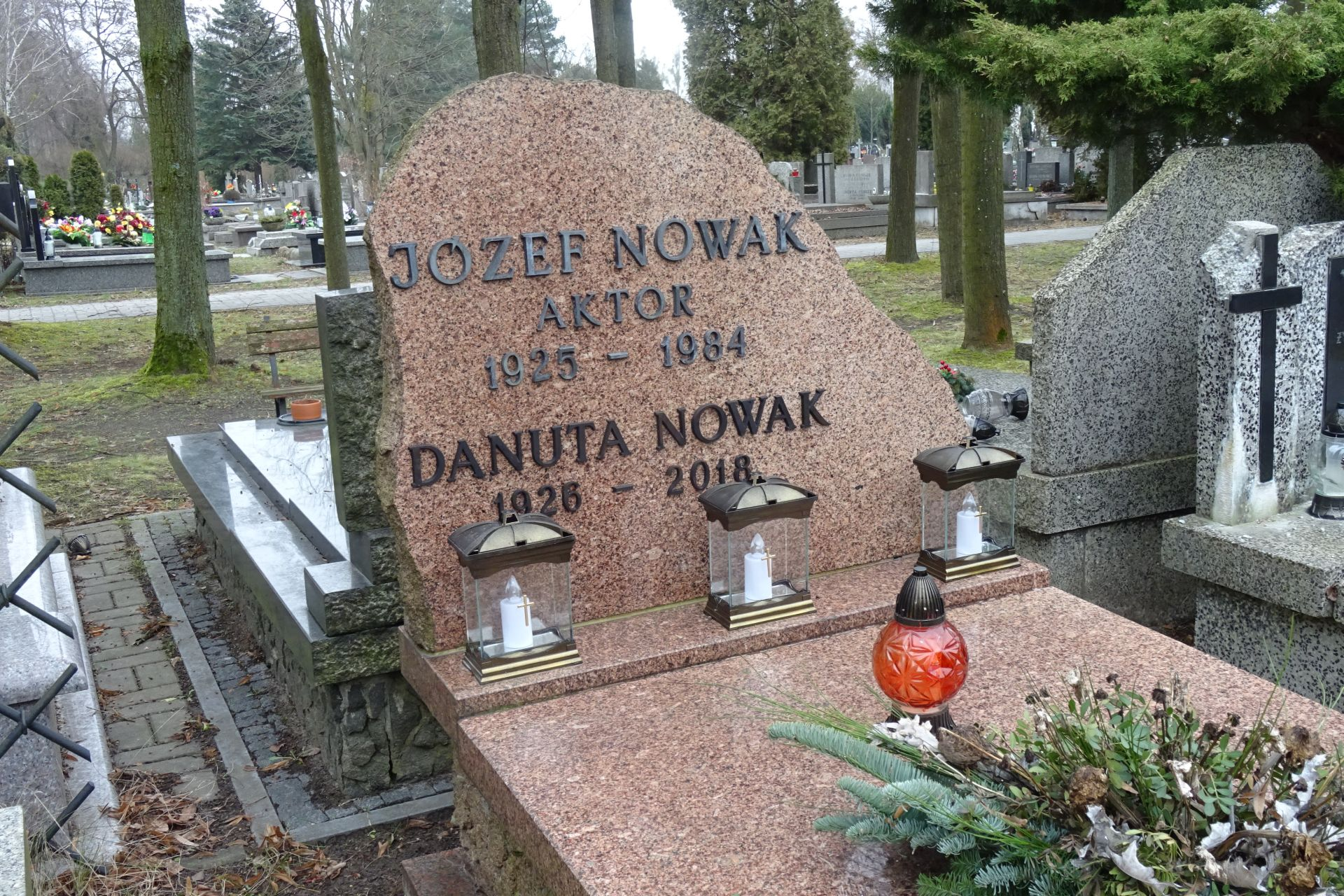
Grób Józefa Nowaka na cmentarzu Komunalnym Północnym na Wólce Węglowej w Warszawie

Józef Nowak (ur. 8 kwietnia 1925 w Kończycach, zm. 16 stycznia 1984 w Warszawie) – polski aktor filmowy i teatralny.

## Życiorys
Podczas okupacji pracował jako maszynista w Teatrze im. Juliusza Słowackiego w Krakowie. 
W 1946 ukończył Studio Teatralne przy Starym Teatrze w Krakowie. Egzamin eksternistyczny aktorski zdał w 1947. W latach 60. i 70. był jednym z najpopularniejszych aktorów teatralnych, filmowych (ponad 60 ról), radiowych (postać Bronka Grzelaka w powieści radiowej „Matysiakowie”) i kabaretowych (m.in. „Kabaret Koń” i „Kabaret Owca”). Dużą popularność zdobył jako wykonawca piosenek żołnierskich (m.in. Takiemu to dobrze). 
Miał braci Michała i Jana oraz siostrę Władysławę. Był mężem Danuty Marii z Kasterów (1926–2018). 
Zmarł w Warszawie, pochowany na cmentarzu Komunalnym Północnym (kwatera E-V-2-2-3). 

## Kariera teatralna
- 1945–1947: Teatr Wesołej Gromadki w Krakowie
- 1947: Teatr Kameralny T.U.R. w Krakowie
- 1947–1948: Teatr Ziemi Opolskiej w Opolu
- 1948–1949: Teatr im. Stanisława Wyspiańskiego w Katowicach
- 1949–1955: Teatr Narodowy w Warszawie
- 1955–1984: Teatr Dramatyczny w Warszawie

## Filmografia
- 1953: Przygoda na Mariensztacie - robotnik wypisujący na tablicy wyniki przodujących murarzy
- 1953: Celuloza – Szczęsny
- 1954: Pod gwiazdą frygijską – Szczęsny
- 1957: Eroica – porucznik Kurzawa
- 1957: Człowiek na torze – Jankowski
- 1958: Dezerter – Robert
- 1960: Zezowate szczęście – Witold
- 1960: Ostrożnie, Yeti! – sierżant „Stokrotka”
- 1960: Powrót – Andrzej
- 1961: Milczące ślady – kapitan Morwa
- 1961: Drugi człowiek – Zieleńczyk
- 1961: Wyrok – Zarębski
- 1962: Mężczyźni na wyspie – Góral
- 1962: Drugi brzeg – Paweł Lasoń
- 1962: I ty zostaniesz Indianinem – kapitan Górny
- 1964: Barwy walki – Sasza
- 1964: Bigos – szef kampanii
- 1964: Nieznany – Zawidowski
- 1964: Prawo i pięść – porucznik Wrzesiński
- 1965: Podziemny front – podoficer Gestapo (odc. 1)
- 1967–1968: Stawka większa niż życie – major Stefan, dowódca oddziału AL
- 1967: Paryż – Warszawa bez wizy – ambasador
- 1967: Westerplatte – plutonowy Piotr Buder
- 1968: Hasło Korn – pułkownik Marczak
- 1968: Hrabina Cosel – Lagnasco
- 1968: Ostatni po Bogu – kapitan Zapała
- 1969: Sąsiedzi – kolejarz Marczewski
- 1969: Do przerwy 0:1 – sierżant „Baryła” Nogajski, dzielnicowy
- 1969: Paragon gola – sierżant „Baryła” Nogajski, dzielnicowy
- 1969: Przygody pana Michała – Bogusz, podstoli nowogrodzki
- 1969: Nowy – dyrektor POM
- 1970: Wakacje z duchami – sierżant
- 1970: Dziura w ziemi – Jan Skawiński
- 1970: Prawdzie w oczy – członek brygady Klisia
- 1970: Hydrozagadka – Jan Walczak / As
- 1970: Legenda – Stach
- 1971: Niebieskie jak Morze Czarne – dyrektor, uczestnik „młodzieżowej” wycieczki
- 1971: Jeszcze słychać śpiew. I rżenie koni... – kierownik żwirowni
- 1971: Kardiogram – sekretarz partii
- 1971: Kłopotliwy gość – milicjant
- 1972: Agnieszka – ojciec Agnieszki
- 1973: Hubal – Leopold Okulicki – pułkownik
- 1973: Stawiam na Tolka Banana – Edzio
- 1973: Profesor na drodze – kierowca Józef Grzegorek
- 1973: Akcja V – „Borowik”
- 1974: Wiosna panie sierżancie – Władysław Lichniak, starszy sierżant MO
- 1974: Jak to się robi – milicjant
- 1975: Jarosław Dąbrowski – generał Bronisław Wołowski
- 1975: Dyrektorzy – Wacław Widlarz
- 1976: A jeśli będzie jesień... – generał Jan Kozłowski, towarzysz broni Karola
- 1977: Zakręt – Stefan
- 1978: Zielona miłość – przewodniczący Rady Narodowej
- 1979: Doktor Murek – proboszcz
- 1979: Pełnia – Mietek
- 1979: Na własną prośbę – dyrektor Budroksu
- 1979: ...droga daleka przed nami... – Kozłowski
- 1980: Zamach stanu – ksiądz Józef Panaś
- 1980–2000: Dom – Kajetan Talar (1980; 1982)
- 1984: Pan na Żuławach  – Szczepan

## Ordery i odznaczenia
- Order Sztandaru Pracy II klasy (1977)
- Krzyż Oficerski Orderu Odrodzenia Polski (1970)
- Krzyż Kawalerski Orderu Odrodzenia Polski (1962)
- Medal 30-lecia Polski Ludowej (1974)
- Brązowy Medal „Za Zasługi dla Obronności Kraju” (1970)
- Odznaka 1000-lecia Państwa Polskiego (1967)
- Odznaka honorowa „Za Zasługi dla Warszawy” (1975)

## Nagrody
- Nagroda Państwowa II stopnia za rolę Szczęsnego w filmach: Celuloza i Pod gwiazdą frygijską (1955)[3]
- „Srebrny Pierścień” na V Festiwalu Piosenki Żołnierskiej w Kołobrzegu za wykonanie piosenki Takiemu to dobrze (1971)[4]
- „Złoty Ekran” (1974)
- Nagroda Komitetu do spraw Radia i Telewizji za twórczość radiową i telewizyjną (1974)
- indywidualna nagroda artystyczna Ministra Spraw Wewnętrznych (1974)
- Nagroda II stopnia na XV Festiwalu Polskich Sztuk Współczesnych we Wrocławiu za rolę Ojca w Ślubie Witolda Gombrowicza w Teatrze Dramatycznym w Warszawie (1974)
- Honorowy „Złoty Pierścień” na XVII Festiwalu Piosenki Żołnierskiej w Kołobrzegu za całokształt występów (1983)[5]

Źródło:.